# Muramvya (tỉnh)
Muramvya là một trong 18 tỉnh của Burundi.

## Hành chính
Tỉnh được chia thành 5 xã:
- Bukeye
- Kiganda
- Mbuye
- Muramvya
- Rutegama